# Marc McClure
Marc A. McClure (* 31. März 1957 in San Mateo, Kalifornien) ist ein US-amerikanischer Schauspieler.

## Leben
McClure wurde in San Mateo in Kalifornien geboren. Seine bekannteste Rolle war wohl 1978 im Klassiker Superman, in dem McClure den Photographen Jimmy Olsen spielte. In derselben Rolle erschien McClure auch in den folgenden Filmen Superman II, Superman III, Superman IV und in Supergirl. Er war der einzige Schauspieler, der in allen fünf Superman-Franchise-Filmen der 1970er und 1980er Jahre in derselben Rolle mitspielte. Eine weitere bekannte Rolle übernahm er als Dave McFly, Bruder von Michael J. Fox’ Figur, in Zurück in die Zukunft und Zurück in die Zukunft III.

## Filmografie (Auswahl)
- 1975: Bronk (Fernsehserie, 1 Folge)
- 1976: Ein ganz verrückter Freitag (Freaky Friday)
- 1977: The Phone Call
- 1978: Coming Home – Sie kehren heim (Coming Home)
- 1978: Superman
- 1978: I Wanna Hold Your Hand
- 1979: California Fever (Fernsehserie, 10 Folgen)
- 1979: Mit einem Bein im Kittchen (Used Cars)
- 1980: Superman II – Allein gegen alle (Superman II)
- 1982: Pandemonium
- 1983: Superman III – Der stählerne Blitz (Superman III)
- 1984: Supergirl
- 1985: Zurück in die Zukunft (Back to the Future)
- 1987: Amazonen auf dem Mond (Amazon Women on the Moon)
- 1987: Superman IV – Die Welt am Abgrund (Superman IV: The Quest for Peace)
- 1987: Perfect Match – Ein tolles Paar (The Perfect Match)
- 1989: After Midnight
- 1989: Zweimal Rom und zurück (Little White Lies)
- 1990: Zurück in die Zukunft III (Back to the Future Part III)
- 1990: Spuk am Lagerfeuer (Grim Prairie Tales: Hit the Trail... to Terror)
- 1994/1995: Beverly Hills, 90210 (Fernsehserie, 2 Folgen)
- 1995: Apollo 13
- 1996: That Thing You Do!
- 1997: Terror im Computer (Menno’s Mind)
- 2000: Python – Lautlos kommt der Tod (Python; Fernsehfilm)
- 2002: Emergency Room – Die Notaufnahme (ER; Fernsehserie, 1 Folge)
- 2003: Freaky Friday – Ein voll verrückter Freitag (Freaky Friday)
- 2004: Cold Case – Kein Opfer ist je vergessen (Cold Case; Fernsehserie, 1 Folge)
- 2005: Coach Carter
- 2008: Smallville (Fernsehserie, 1 Folge)
- 2008: Frost/Nixon
- 2012: Santa’s Dog
- 2017: Powerless (Fernsehserie, 1 Folge)
- 2017: Justice League
- 2021: Zack Snyder’s Justice League